# Colt Python
Colt Python револьвер під набій .357 Magnum виробництва Colt's Manufacturing Company з Гартфорду, штат Коннектикут. Вперше його представили в 1955 році, в той самий рік, що і Smith & Wesson Модель 29 .44 Magnum. Colt Python призначався для преміумного сегменту револьверного ринку. Деякі колекціонери зброї та автори, такі як Джеф Купер,Ян В. Хогг, Чак Хокс, Лерой Томпсон, Скотт Вулбер, Рені Смітс та Мартін Догерті описували револьвер Python як "кращий серійний револьвер з коли-небудь створених".
В 2020 році Кольт анонсував, що повторне розпочне випуск Colt Python зі стволами 4,25 та 6 дюймів. Знову представлений револьвер Python був технічно перероблений і посилений порівняно з оригінальним револьвером.

## Опис
Револьвер Colt Python має УСМ подвійної дії і заряджається набоями .357 Magnum. Він зроблений на великій рамці I. Револьвери Python мають репутацію за свою точність, плавний спуск та щільний замок барабану. Він схожий за розміром та функціональністю на револьвери Colt Trooper та Colt Lawman.

## Історія
Вперше револьвер Colt Python було представлено в 1955 році як топову модель Кольта. Він повинен був стати цільовим револьвером на великій рамі під набій .38 Special. В результаті він отримав високоточні регульовані приціли, плавний хід спускового гачка та міцну конструкцію. Револьвер Python має особливий зовнішній вигляд завдяки підствольному кожуху, вентильованій планці та регульованим прицілам. Спочатку Кольт випускав револьвери Python з порожнистим кожухом, але потім почали випускати суцільні кожухи, які виконували роль підствольного стабілізатора. Коли револьвер знаходиться на повному взводі, при натисканні на спусковий гачок барабан блокується на час удару курка. Інші револьвери мають натяк на люфт навіть при повному взводі. Зазор між барабаном та з'єднувальним конусом патронника дуже малий, що покращує точність та швидкість. З 1970-х років на кожному револьвері Python на заводі визначали лінію прицілювання за допомогою лазеру; перший серійний револьвер, для якого це було зроблено.

### Закінчення виробництва
В жовтні 1999 року Кольт анонсував припинення виробництва револьверів Python. У наступному листі від 2000 року дистриб'юторам компанія назвала мінливі ринкові умови і витрати на захист судових позовів в якості причин для припинення виробництва лінії Python, а також ряду інших моделей. Магазин Colt Custom Gun Shop продовжував випускати револьвери Python обмеженими партіями за спеціальним замовленням до 2005 року, коли це обмежене виробництво було припинено.

### Відновлення виробництва

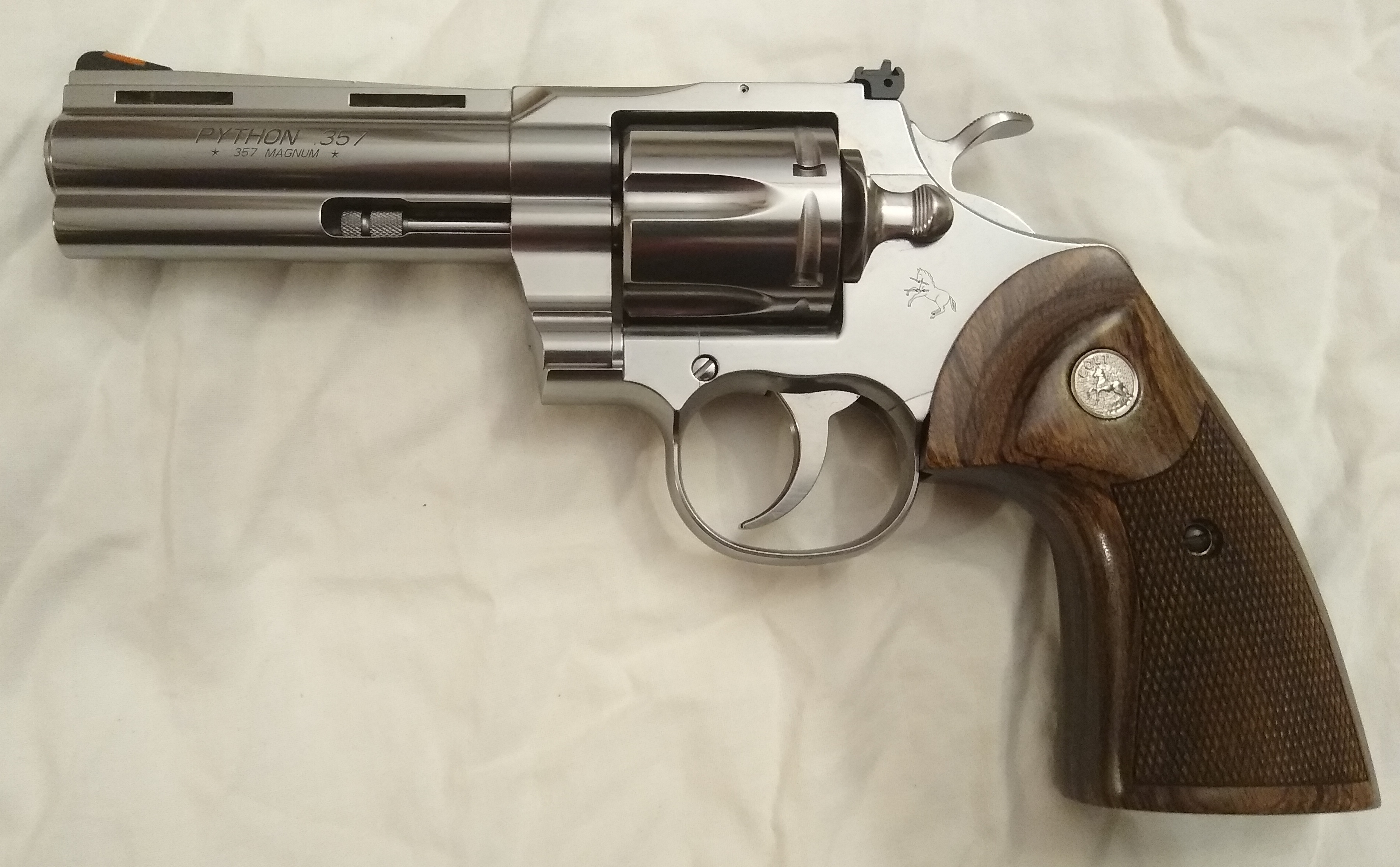
Colt Python випуску 2020 року

Офіційно відновлення виробництва Colt Python відбулося в січні 2020 року після кількох місяців чуток. Новий Python зроблений з більш міцної неіржавної сталі ніж оригінали і мав стволи 4,25 або 6 дюймів з дерев'яними щічками.

## Моделі і варіанти

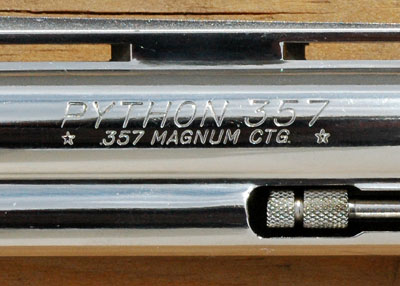
Штамп на стволі Colt Python

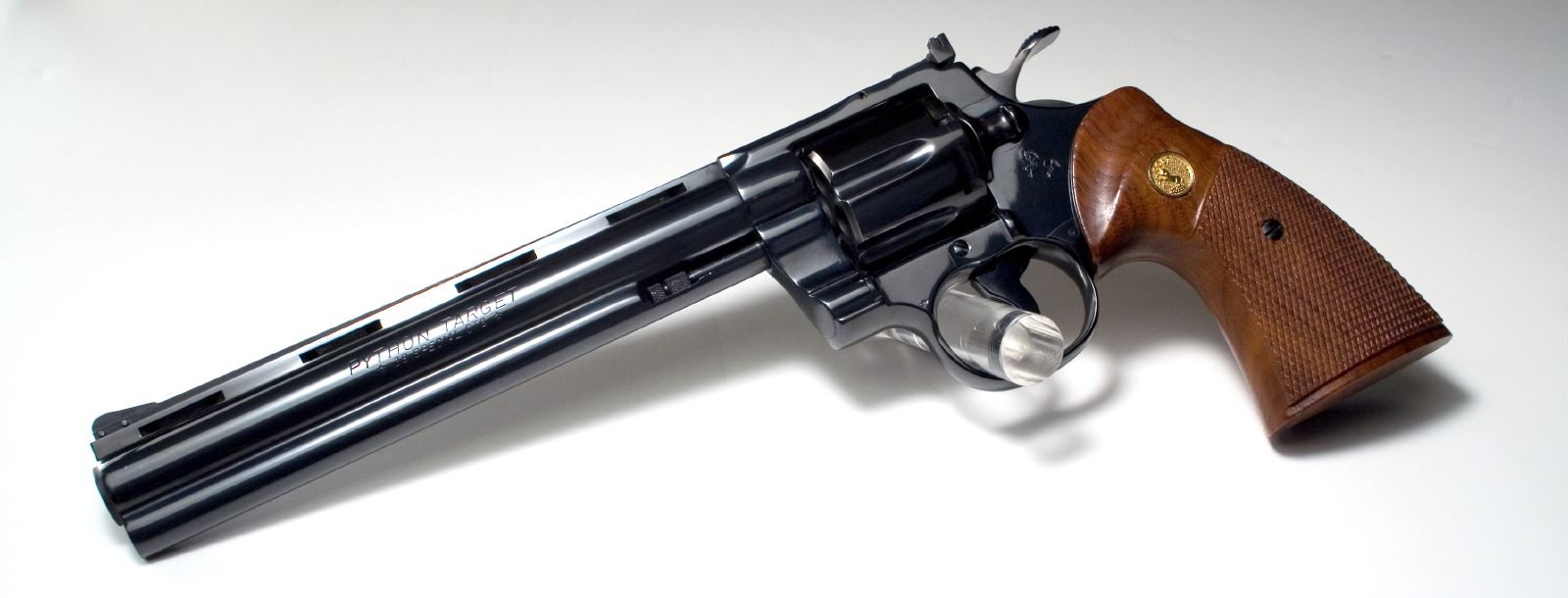
Цільовий Colt Python Target, ствол 8 дюймів .38 Special

Револьвер Python був доступний у двох обробках: королівська синя та яскрава нікельована. Модель в яскравій нікельованій обробці була знята з виробництва з появою неіржавної глянцевої обробки та дзеркально полірованою обробкою Ultimate Stainless. Неіржавну та королівську синю обробку пропонували до 2003 року на моделі Python "Elite".
Револьвери Python мали стволи довжиною 2,5-дюйма (6,4 см), 3-дюйми (7,6 см), 4-дюйми (10 см), 6-дюймів (15 см) та 8-дюймів (20 см). Шестидюймова модель була найпопулярнішою, а восьмидюймова модель була призначена для мисливства. Тридюймова версія має попит серед колекціонерів, хоча не є рідкісною.
Модель Python Hunter має восьмидюймовий ствол та встановлений на заводі приціл 2X Leupold. Вона була випущена в 1980 році. Python Hunter стала першою зброєю, яка отримала мисливський набір від виробника. Приціл було встановлено на ствол за допомогою кронштейну Redfield, а сама зброя була запакована у валізу Haliburton. Виробництво було припинено в 1990 році і деякий час продавалася як "Custom Shop" модель. Цільова модель Python Target випускалася кілька років лише під набій .38 Special, у воронованій або нікельованій обробці.
Невеликими партіями Кольт випускав два варіанти Python. Перша версія мала назву Colt Boa, випуск 1985 року, заряджався набоями .357 Magnum, розроблена для компанії Lew Horton Distributing Company в Массачусетсі. Револьвер має ствол Python прикріплений до рами Trooper Mk V. Було випущено 600 револьверів зі стволом 6 дюймів та 600 револьверів зі стволом 4 дюйми, 100 з цільовими наборами. Хоча він візуально нагадує Python, внутрішньо він суттєво відрізняється. Другою моделлю став Colt Grizzly з неіржавної сталі в 1994 році. Інша лімітована партія револьверів під набій .357 Magnum. Він мав ствол Python прикріплений до рами Colt King Cobra. Було випущено 500 револьверів з шести дюймовими перфорованими стволами Magna та гладким барабаном без канавок. На перфорованому стволі є відбиток лапи ведмедя. Таким самим як і Grizzly був револьвер Colt Kodiak, який був варіантом Colt Anaconda з перфорованим стволом Magna та гладким барабаном. Було випущено приблизно 2000 револьверів Kodiak.
Згідно з істориком Кольта, Р. Л. Вільсоном, Colt Python колекціонували Елвіс Преслі та різні королі: "Його Величність Гуссейн I Йорданський замовив обмежену партію револьверів Python зі стволами 4 та 6 дюймів, для подарунків обраним друзям. На корпусі і стволі було нанесено герб Його Величності. Револьвер Python іспанського короля Хуана Карлоса мав золоту пластинку на боку з його іменем. Серед інших відомих користувачів були: король Халід і принц Фахд (Саудівська Аравія), король Хасан (Марокко), шейх Заєд (Об'єднані Арабські Емірати), президент Анвар Садат (Єгипет) та президент Хафез Асад (Сирія)."

## Використання

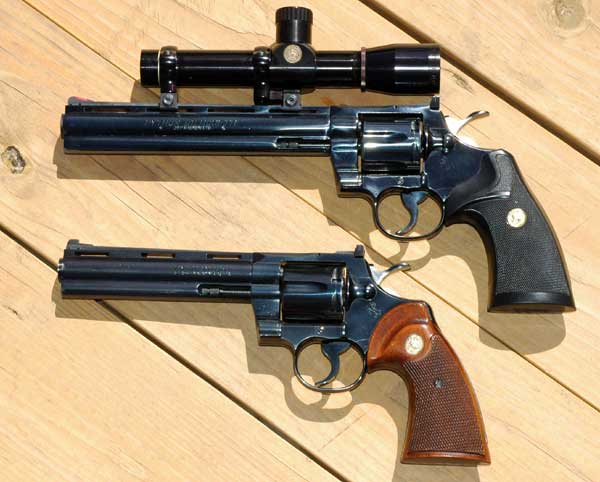
Colt Python з 8 та 6 дюймовими стволами у королівській синій обробці

Після появи револьвер Python потрапив на ринок зброї для правоохоронців: 6-дюймовий ствол був популярним серед офіцерів в уніформі, а модель з 4-дюймовим стволом була оптимальною для прихованого носіння. Проте, через те, що правоохоронці почали надавати перевагу самозарядним пістолетам револьвери почали виходити з загального використання. Коли правоохоронці зрозуміли, що набої 9 мм самозарядних пістолетів мать такі самі характеристики, що і набій .38 Special, але кількість набоїв в магазинів пістолета була більша ніж у револьверах, тому вони почали перехід на самозарядні пістолети.
Поліція штату Колорадо використовували револьвери Python з 4-дюймовими стволами до переходу на самозарядні пістолети під набій S&W .40. Поліція штату Джорджія та дорожня поліція Флориди замовляли револьвери Python для своїх офіцерів.
В 1996 році револьвер Python заряджений кулями з пласким носиком .357 Magnum використали для вбивства ірландської журналістки Вероніки Герін, що призвело до створення Criminal Assets Bureau.
Револьвери Colt Python популярні до цього часу на ринку і мають велику ціну.

## Критика

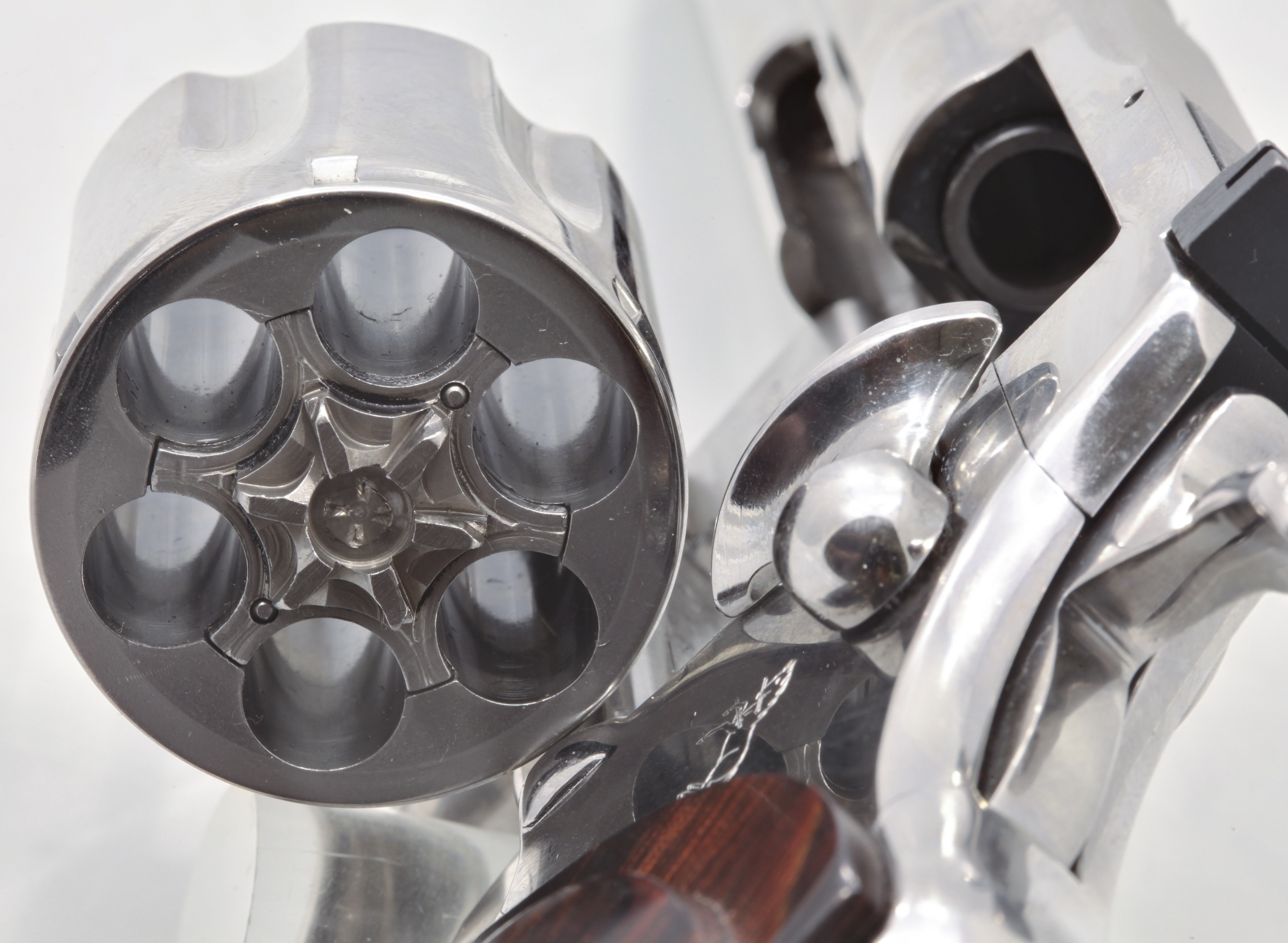
Colt Python з відкритим барабаном.

Офіційний історик Кольта Р.Л. Вілсон описував Colt Python як "Роллс-Ройс серед револьверів Кольта", а історик по зброї Ян В. Хогг називав його "найкращий револьвер в світі". Однак у револьвера є свої недоброзичливці. Зворотною стороною точності Colt Python є його тенденція виходити «невчасно» при тривалій стрільбі. Це стан коли барабан не співпадає зі з'єднувальним конусом патронника, що може призвести до викиду палаючого пороху на стрільця або зброя не буде стріляти при використанні подвійної дії. Коли таке трапляється УСМ треба відновлювати.
Автор Мартін Догерті відзначає вагу револьвера Python як недолік, оскільки він є досить важким для зброї його калібру, коливаючись від 1,1 кг до 1,2 кг.  Можна порівняти Python з револьвером Smith & Wesson під набій .357, M27, який має вагу 1,2 кг при стволі в 4 дюйми. Обидва револьвери легші на 6-9 унцій ніж більш потужний Smith & Wesson M29 під набій .44 Magnum, який важить 1,36 кг зі стволом 6½ дюйми.